# Jelena Grišinová
Jelena Borisovna Grišinová (* 6. listopadu 1968 Moskva, Sovětský svaz) je bývalá sovětská a ruská sportovní šermířka, která se specializovala na šerm fleretem. Pochází ze sportovní rodiny. Matka Valentina Rastvorovová reprezentovala Sovětský svaz v šermu fleretem, otec Boris Grišin a bratr Jevgenij Grišin reprezentovali Sovětský svaz ve vodním pólu. Sovětský svaz a Rusko reprezentovala v devadesátých letech. Jako sovětská reprezentantka zastupovala moskevskou šermířskou školu, která spadala pod Ruskou SFSR. Na olympijských hrách startovala v roce 1988 a 1992 v soutěži družstev. V roce 1995 obsadila třetí místo na mistrovství Evropy v soutěži jednotlivkyň. Se sovětským družstvem fleretistek vybojovala dvakrát druhé místo (1989, 1990) na mistrovství světa.